# Charles de Tornaco
Charles de Tornaco, belgijski dirkač Formule 1, * 7. junij 1927, Bruselj, Belgija, † 26. februar 1953, Modena, Italija.

## Življenjepis
Debitiral je na domači dirki za Veliko nagrado Belgije v sezoni 1952, kjer je s sedmim mestom dosegel najboljšo uvrstitev v karieri. V tej sezoni je nastopil še na dveh dirkah toda enkrat je odstopil, enkrat pa se mu ni uspelo kvalificirati na dirko. V naslednji sezoni 1953 je nastopil le na domači dirki za Veliko nagrado Belgije, kjer zaradi okvare dirkalnika ni štartal. Iste sezone se je na neprvenstveni dirki za Veliko nagrado Modene smrtno ponesrečil.

## Popolni rezultati Formule 1
(legenda) (odebeljene dirke pomenijo najboljši štartni položaj, poševne pa najhitrejši krog, †-uvrščen kljub odstopu)
| Leto | Moštvo               | Šasija      | Motor              | 1   | 2   | 3     | 4       | 5   | 6   | 7       | 8       | 9   | Prv | Toč |
| ---- | -------------------- | ----------- | ------------------ | --- | --- | ----- | ------- | --- | --- | ------- | ------- | --- | --- | --- |
| 1952 | Ecurie Francorchamps | Ferrari 500 | Ferrari Straight-4 | ŠVI | 500 | BEL 7 | FRA     | VB  | NEM | NIZ Ret | ITA DNQ |     | -   | 0   |
| 1953 | Ecurie Francorchamps | Ferrari 500 | Ferrari Straight-4 | ARG | 500 | NIZ   | BEL DNS | FRA | VB  | NEM     | ŠVI     | ITA | -   | 0   |